# 灰中趾虎
灰中趾虎（学名：Mediodactylus russowii）一种分布于中亚地区的壁虎，属于壁虎科中趾虎属。因中趾虎属原被归为广义的弯脚虎属（Cyrtopodion），故本种原称灰弯脚虎。

## 保护
本种于2023年被收录入《有重要生态、科学、社会价值的陆生野生动物名录》。